# Prepseudatrichia botterkloofensis
Prepseudatrichia botterkloofensis är en tvåvingeart som först beskrevs av Kelsey 1976.  Prepseudatrichia botterkloofensis ingår i släktet Prepseudatrichia och familjen fönsterflugor. Inga underarter finns listade i Catalogue of Life.